# Premiul Satellite pentru cel mai bun regizor
Premiul Satellite pentru cel mai bun regizor este un premiu anual acordat de Academia Internațională de Presă.

## Anii 1990
- 1996 - Joel Coen - Fargo
  - Scott Hicks - Shine
  - Mike Leigh - Secrets and Lies
  - Anthony Minghella - The English Patient
  - Lars von Trier - Breaking the Waves

- 1997 - James Cameron - Titanic
  - Paul Thomas Anderson - Boogie Nights
  - Curtis Hanson - L.A. Confidential
  - Steven Spielberg - Amistad
  - Gus Van Sant - Good Will Hunting

- 1998 - Terrence Malick - The Thin Red Line
  - John Boorman - The General
  - Shekhar Kapur - Elizabeth
  - Gary Ross - Pleasantville
  - Steven Spielberg - Saving Private Ryan

- 1999 - Michael Mann - The Insider
  - Paul Thomas Anderson - Magnolia
  - Sam Mendes - American Beauty
  - Anthony Minghella - The Talented Mr. Ripley
  - Kimberly Pierce - Boys Don't Cry

## Anii 2000
- 2000 - Steven Soderbergh - Traffic
  - Cameron Crowe - Almost Famous
  - Philip Kaufman - Quills
  - Ang Lee - Crouching Tiger, Hidden Dragon
  - Ridley Scott - Gladiator
  - Steven Soderbergh - Erin Brockovich

- 2001 - Baz Luhrmann - Moulin Rouge!
  - Jonathan Glazer - Sexy Beast
  - Scott McGehee and David Siegel - The Deep End
  - John Cameron Mitchell - Hedwig and the Angry Inch
  - Christopher Nolan - Memento

- 2002 - Todd Haynes - Far from Heaven
  - Stephen Daldry - The Hours
  - Peter Jackson - The Lord of the Rings: The Two Towers
  - Philip Noyce - The Quiet American
  - Denzel Washington - Antwone Fisher

- 2003 - Jim Sheridan - In America
  - Niki Caro - Whale Rider
  - Sofia Coppola - Lost in Translation
  - Clint Eastwood - Mystic River
  - Catherine Hardwicke - Thirteen

- 2004 - Martin Scorsese - The Aviator
  - Mel Gibson - The Passion of the Christ
  - Taylor Hackford - Ray
  - Joshua Marston - Maria Full of Grace
  - Alexander Payne - Sideways

- 2005 - Ang Lee - Brokeback Mountain
  - George Clooney - Good Night, and Good Luck.
  - James Mangold - Walk the Line
  - Rob Marshall - Memoirs of a Geisha
  - Bennett Miller - Capote

- 2006 - Clint Eastwood - Flags of Our Fathers
  - Pedro Almodóvar - To Return
  - Bill Condon - Dreamgirls
  - Stephen Frears - The Queen
  - Alejandro González Iñárritu - Babel
  - Martin Scorsese - The Departed

- 2007 - Ethan and Joel Coen - No Country for Old Men
  - David Cronenberg - Eastern Promises
  - Ang Lee - Lust, Caution
  - Sidney Lumet - Before the Devil Knows You're Dead
  - Sarah Poley - Away from Her

- 2008 - Danny Boyle - Slumdog Millionaire
  - Stephen Daldry - The Reader
  - Ron Howard - Frost/Nixon
  - Thomas McCarthy - The Visitor
  - Christopher Nolan - The Dark Knight
  - Gus Van Saint - Milk

- 2009 - Kathryn Bigelow - The Hurt Locker
  - Jane Campion - Bright Star
  - Neill Blomkamp - District 9
  - Lone Scherfig - An Education
  - Rob Marshall - Nine
  - Lee Daniels - Precious

## Anii 2010
- 2010 - David Fincher - The Social Network
  - Ben Affleck - The Town
  - Darren Aronofsky - Black Swan
  - Danny Boyle - 127 Hours
  - Lisa Cholodenko - The Kids Are All Right
  - Debra Granik - Winter's Bone
  - Tom Hooper - The King's Speech
  - David Michôd - Animal Kingdom
  - Christopher Nolan - Inception
  - Roman Polanski - The Ghost Writer

- 2011 - Nicolas Winding Refn - Drive
  - Tomas Alfredson - Tinker, Tailor, Soldier, Spy
  - Woody Allen - Midnight in Paris
  - Michel Hazanavicius - The Artist
  - Steve McQueen - Shame
  - John Michael McDonagh - The Guard
  - Alexander Payne - The Descendants
  - Martin Scorsese - Hugo
  - Steven Spielberg - War Horse
  - Tate Taylor - The Help